# ジュニアSF
『ジュニアSF』は盛光社より1967年に刊行されたSF小説の叢書。全10巻。箱入りハードカバー。A5判。

## 一覧
1. 新世界遊撃隊（矢野徹）
2. 夕ばえ作戦（光瀬龍）
3. 黒の放射線（中尾明）
4. リュイテン太陽（福島正実）
5. 時をかける少女（筒井康隆）
6. なぞの転校生（眉村卓）
7. 時間砲計画（豊田有恒）
8. すばらしき超能力時代（北川幸比古）
9. 人類のあけぼの号（内田庶）
10. 見えないものの影（小松左京）